# 若林駅 (東京都)
若林駅（わかばやしえき）は、東京都世田谷区若林四丁目にある、東急電鉄世田谷線の停留場である。駅番号はSG03。

## 歴史
- 1925年（大正14年）1月18日：若林駅（わかばやしえき）として開設。
- 1939年（昭和14年）10月16日：玉電若林駅（たまでんわかばやしえき）へ改称[1]。
- 1969年（昭和44年）5月11日：若林駅へ再改称。
- 2001年（平成13年）2月11日：ホーム嵩上げ工事実施。

## 停留場構造
相対式ホーム2面2線を有する地上駅。平日朝ラッシュ時には上りホームに係員が配置され、運賃収受を行う。
かつては上りホーム三軒茶屋寄り入口に売店が営業していた。

### のりば
| ホーム | 路線     | 方向 | 行先               |
| ------ | -------- | ---- | ------------------ |
| 南側   | 世田谷線 | 下り | 上町・下高井戸方面 |
| 北側   | 世田谷線 | 上り | 三軒茶屋方面       |

## 利用状況
当駅だけの乗車人員は公表されていない。世田谷線全線での乗車人員は東急世田谷線#利用状況を参照のこと。

## 停留場周辺

### 官公庁・公共施設
- 警視庁世田谷少年センター
- 世田谷区役所若林まちづくり出張所

### 郵便局・金融機関
- 世田谷若林四郵便局

### 史跡・自然
- 若林稲荷
- 若林天満宮
- 烏山川緑道

### 店舗
- 若林中央商店会
- トップ若林店

### 交通
- 東京都道318号環状七号線（環七通り）

## 若林踏切

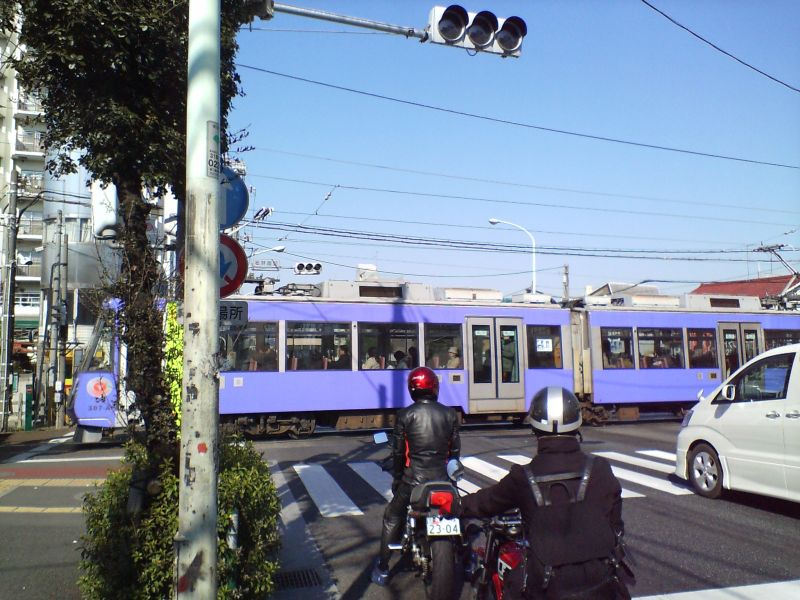
若林踏切の道路信号機

当停留場三軒茶屋方至近距離にある併用軌道扱いの踏切で、東急側では「西太子堂5号踏切」と称する。環七通りを横切る唯一の踏切である。遮断機はなく、信号機によって交通を制御している（このため道路交通法第33条第1項のただし書きに該当し、車道側の一時停止義務はない）。また、電車が接近してもすぐに道路の車の通行を遮らず、電車が踏切手前で停止するようになっている。軌道回路上に設置されたゾーンに列車が進入すると、環七通りの道路信号にその情報が伝達され、自動車信号が青から赤に変わる。車の通行が停止し、歩行者用の信号が青になると、軌道信号が進行現示となり、歩行者と並行して電車も進行する。
一定時間以上ゾーン内においてトラブル等で停車した場合は、渋滞防止の見地から環七通り自動車信号が赤点滅へ切替わる仕組みとなっており、赤点滅を解除するには警察へ通報し復帰作業を行う必要がある。
かつては遮断機のある一般的な踏切であったが、モータリゼーションに伴う環七通り交通量増大に見合わなくなったために、1966年（昭和41年）に現在の形式へ変更された。また、2012年度には踏切から併用軌道に取り扱いが変更されている。
1972年（昭和47年）における東急立体交差化計画予想では、東急池上線戸越銀座駅 - 旗の台駅間（1989年（平成元年）に地下化）、東急東横線多摩川園前駅 - 新丸子駅間（1986年（昭和61年）に高架化）と共に、若林踏切を含む世田谷線西太子堂駅 - 当駅間も立体交差化候補に挙げられていた。

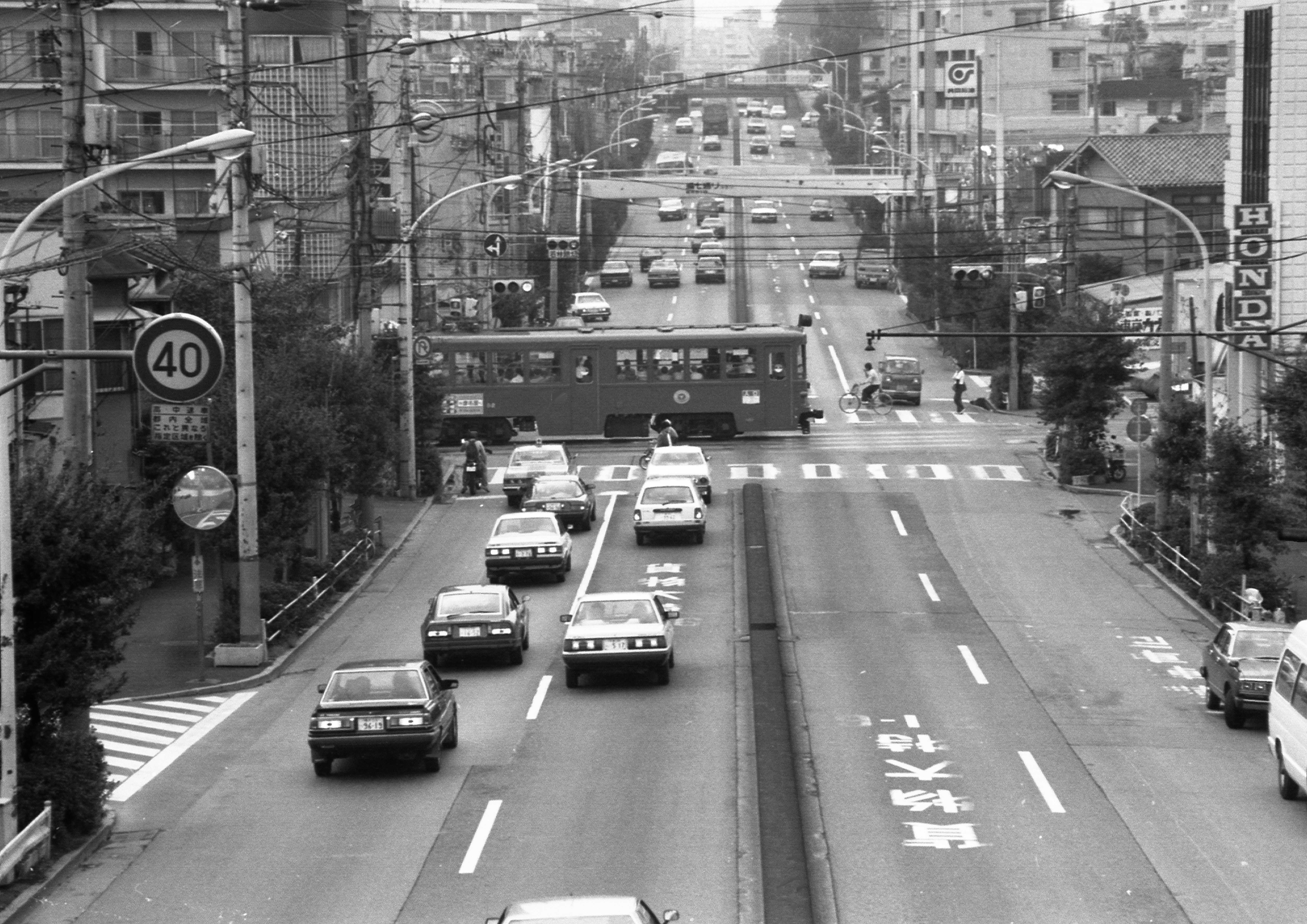
若林踏切を走る世田谷線80形車両。 1985年撮影。
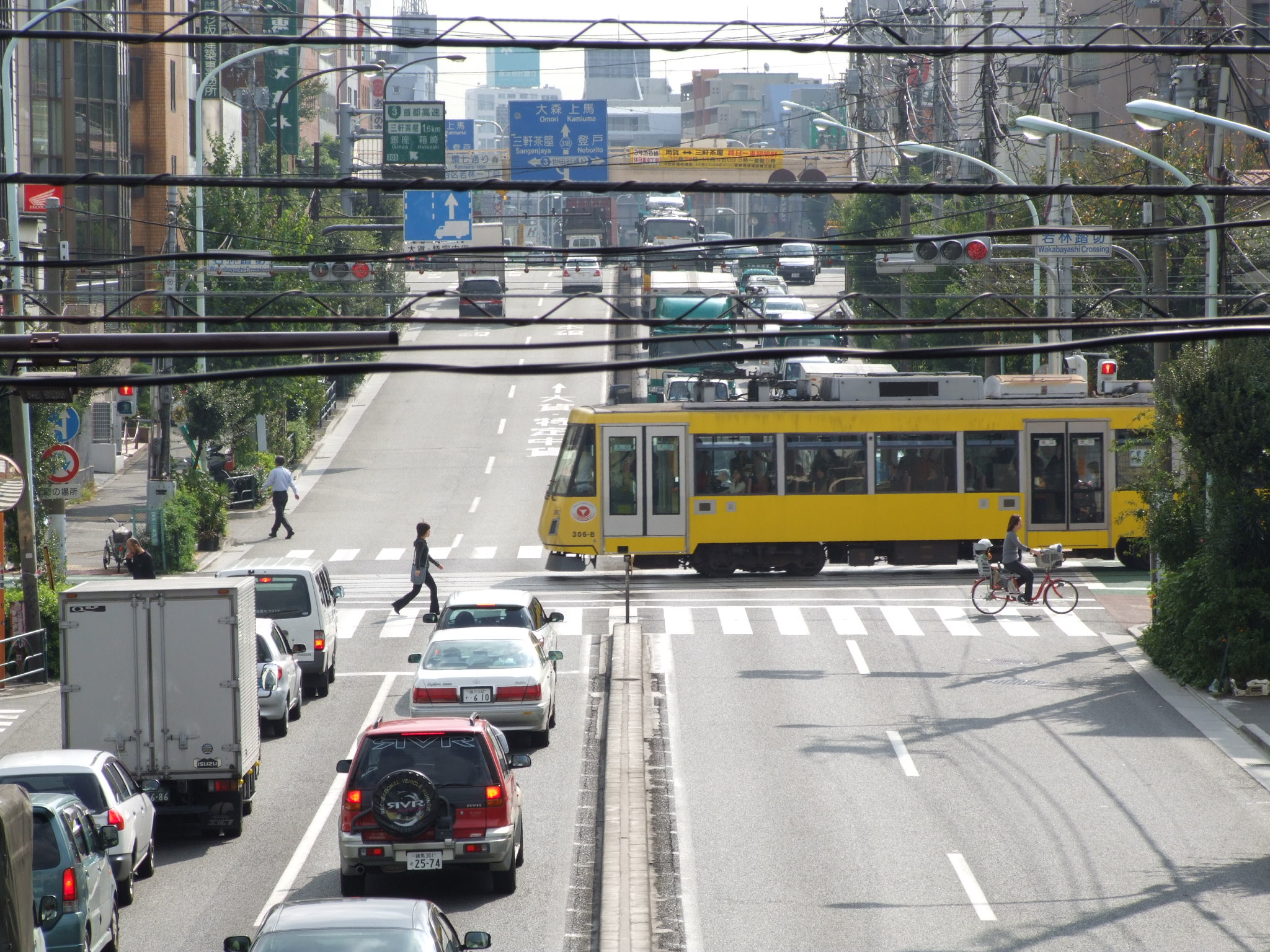
若林踏切を走る世田谷線。 2007年撮影。
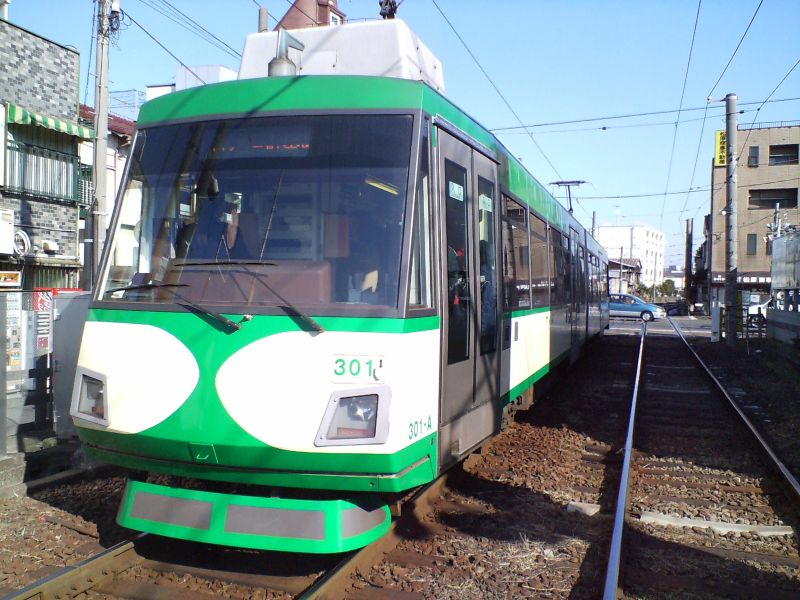
若林駅を出た直後、若林踏切の手前で信号待ちをする世田谷線車両。 （後方より。車両奥が環七通り。）

## バス路線
- 若林駅前：駅前とあるが、環七通り上の上馬寄りに離れている。
  - 東急バス
    - <渋52> 渋谷駅（淡島・東急百貨店本店前経由）
    - <森91> 新代田駅前
    - <渋52> 世田谷区民会館
    - <森91> 大森操車所（上馬・野沢龍雲寺・長原・馬込駅前・大森駅山王口経由）

## 隣の停留場
東急電鉄
 世田谷線
西太子堂駅 (SG02) - 若林駅 (SG03) - 松陰神社前駅 (SG04)